# Saint-Denis (Vale de Aosta)
Saint-Denis é uma comuna italiana da região do Vale de Aosta com cerca de 342 habitantes. Estende-se por uma área de 11 km², tendo uma densidade populacional de 31 hab/km². Faz fronteira com Antey-Saint-André, Chambave, Châtillon, Pontey, Torgnon, Verrayes.

## Demografia
| Variação demográfica do município entre 1861 e 2011                               |
|                                                                                   |
| Fonte: Istituto Nazionale di Statistica (ISTAT) - Elaboração gráfica da Wikipedia |